# 신장열
신장열(辛璋烈, 1952년 9월 16일~)은 대한민국의 정치인이다. 제4·5·6대 울주군수이다.

## 학력
- 조일초등학교 졸업
- 보광중학교 졸업
- 1971년 부산공업고등학교 졸업
- 2002년 울산대학교 지역개발학 학사
- 2004년 울산대학교 산업대학원 건축도시학 석사

## 경력
- 1979.09~1980.09: 양산군청 근무
- 1980.09~1991.12: 경상남도청 내무국 회계과·주택과 근무
- 1991.12~1993.05: 울주군청 건축과장
- 1993.05~1994.02: 울산시 중구청 건축과장
- 1995.08~1997.06: 울산광역시청 도시국 주택과장
- 1998.09~1999.08: 울산광역시청 종합개발본부 건축과장
- 1999.08~2002.01: 울산광역시청 도시국 도시미관과장
- 2002.01~2004.07: 울산 남구청 건설도시국장
- 2004.07~2005.07: 울산광역시청 종합건설본부 시설부장
- 2005.07~2007.07: 울산광역시청 도시국장, 종합건설본부장
- 2007.07~2008.09: 울산광역시 울주군 부군수
- 2008.10~2018.06: 제4·5·6대(민선 4·5·6기) 울산광역시 울주군수(3선)

## 논란

### 울주군시설관리공단 본부장에게 지시해 3명을 공단 직원으로 부정 합격시킨 혐의
울주군수로 재직하던 2014년부터 2015년 말까지 친척이나 지인 청탁을 받고 당시 울주군시설관리공단 본부장에게 지시해 3명을 공단 직원으로 부정 합격시킨 혐의로 기소되어 1심에서 징역 1년에 집행유예 2년을 선고받았다. 재판부는 "공단의 인사권을 가진 신 전 군수가 공단 본부장에게 '챙겨보라'고 말한 점 등을 고려하면 '청탁한 적이 없다'는 피고인 주장을 받아들이기 어렵다"고 양형 이유를 밝혔으며 법원은 신장열 군수의 부탁을 받고 부정 취업에 개입한 공단 전·현직 임직원 3명과 금품을 주고 자녀 채용을 청탁한 1명 등 4명에게 각각 징역형과 벌금형 등을 선고했다.

## 역대 선거 결과
|  | 41.20% |

|  | 52.53% |

|  | 65.18% |